# Erwin Wilczek
Pour les articles homonymes, voir Wilczek.
Erwin Wilczek est un footballeur international polonais né le 20 novembre 1940 à Ruda Śląska (Pologne) et mort le 30 novembre 2021 à Aulnoy-lez-Valenciennes.

## Biographie
Il a été attaquant (ailier droit ou milieu offensif) au Górnik Zabrze. Après avoir été en finale de Coupe d'Europe des vainqueurs de Coupe en 1970, il a fini sa carrière en France, à Valenciennes. 
Erwin Wilczek arrive à Valenciennes en janvier 1973 à l'âge de 32 ans et débute officiellement à Nancy (1-1) le 7 janvier 1973. Descendu en D2 avec Valenciennes, il attaque le championnat pied au plancher avec un triplé face à Bourges (0-8). Il dispute et marque un pénalty contre le PSG en barrage au Stade Nungesser et marque encore au Parc des Princes au match retour mais Valenciennes est battu. Il totalise 26 buts cette saison 1974-1975. La saison suivante, Erwin Wilczek participe à la remontée de Valenciennes en L1 avec 14 buts au compteur. Il marquera un triplé face à Mantes pour son dernier match à Nungesser, le match de la montée (7-2). Il aura été le meilleur buteur de son club deux saisons consécutives.
Erwin Wilczek repart en Pologne et devient l'œil de l'US Valenciennes-Anzin en Pologne. Il recommande notamment Jan Wrazy, solide défenseur. À l'orée de la saison 1977-1978, il devient entraîneur de la réserve de  Valenciennes en Division d'honneur et dirige Roger Milla, alors non qualifié pour licence professionnelle (arrivé en Septembre 1977). Après le départ de Jean-Pierre Destrumelle pour Bastia, Erwin Wilczek prend la tête de l'équipe première de Valenciennes pour la saison 1979-1980 en compagnie de Bolek Tempowski, diplômé. Il emmène son équipe à la 8e place pour sa première saison avec un Nabatingue Toko de feu (35 matchs/12 buts).
En janvier 1982, l'US Valenciennes-Anzin est en redressement judiciaire et comme certains de ses joueurs dont Francis Gillot, Erwin Wilczek doit quitter un club auquel il aura beaucoup donné.

## Carrière de joueur
- Wawel Wirek  (1950-1954)
- Zryw Chorzów  (1954-1958)
- Górnik Zabrze  (1958-1973)
- US Valenciennes-Anzin  (1973-1975)[3]

## Carrière d'entraîneur
- US Valenciennes-Anzin  Équipe réserve (1977-1979)
- US Valenciennes-Anzin  (1979-1982)

## Palmarès
- International polonais de 1961 à 1969 (16 sélections et 2 buts marqués[4])
- Champion de Pologne 1959, 1961, 1963, 1964, 1965, 1966, 1967, 1971, 1972 (avec le Górnik Zabrze)
- Vice-champion de Pologne 1962 et 1969 (avec le Górnik Zabrze)
- Vainqueur de la Coupe de Pologne 1965, 1968, 1969, 1970, 1971, 1972 (avec le Górnik Zabrze)
- Finaliste de la Coupe d'Europe des vainqueurs de Coupe 1970 (avec le Górnik Zabrze)
- Meilleur buteur du Championnat de division 2 1974 (26 buts) (avec l'US Valenciennes-Anzin)